# Villa du Général
La villa du Général, ou maison du Général, est une maison remarquable de l'île de La Réunion, département d'outre-mer français dans le sud-ouest de l'océan Indien. Située dans le centre-ville de Saint-Denis au numéro 49 de la rue de Paris, elle est classée Monument historique depuis le 5 juillet 1993,. Elle est la propriété de la Région Réunion depuis 1999.

## Histoire
La maison a été construite entre la fin des années 1840 et le début des années 1850.

## Architecture
La façade sur rue fait l'objet d'un traitement plus raffiné que les autres, couvertes de bardeaux. La toiture compte huit pentes avec écoulement des eaux passant à l'intérieur de la charpente. Au début du XXe siècle, le mur d'enceinte est remplacé par une grille en fer forgé. Sont également rajoutée les colonnes du rez-du-chaussée supportant au premier étage un balcon entouré d'un garde-corps en planches ajourées de motifs Art Déco, surmonté d'un fronton décoré d'une double frise de lambrequin.